# Nina Woodford
Nina Sofia Marie Sandahl Woodford-Wells, ogift Woodford, ursprungligen Berger, född 13 juli 1979 i Katarina församling i Stockholm, är en svensk kompositör av popmusik. Hon är sedan 2004 bosatt och verksam i London. 

## Biografi
Nina Woodford växte upp på Södermalm i Stockholm. Hon är dotter till musikproducenten Sten Sandahl och socialantropologen Prudence Woodford-Berger. Under 1990-talet medverkade hon (till en början under namnet Berger) i en handfull svenska filmer.
Nina Woodfords väg till komponerandet inleddes i tonåren när hennes svåger, Teddybears-producenten Fabian Torsson, engagerade henne som bakgrunds- och demosångerska. Detta utvecklades till att de började skriva låtar tillsammans. Efter gymnasiet knöts Woodford till förlaget och studion Murlyn där hon med kollegor skrev When You Look At Me till Christina Milian och Get Over You till Sophie Ellis-Bextor.
År 2004 flyttade Woodford till London och fick efter något år kontrakt med musikförlaget Chrysalis Music Publishing. Woodford arbetar helst tillsammans med andra låtskrivare och är bland annat medkompositör till låten Broken Strings som blev en stor hit 2009 med James Morrison och Nelly Furtado. Woodford har även varit delaktigt i komponerandet av låtar till Jamelia, Sugababes, New Kids on the Block och Leona Lewis.
Nina Woodford har också varit bakgrundssångerska till artister som Britney Spears och Tom Jones.
I samband med Internationella kvinnodagen 8 mars 2011 presenterade Svenska Tonsättares Internationella Musikbyrå (Stim) en lista över "Sveriges mest spelade kvinnor". Nina Woodford kom på andra plats efter Robyn.

## Filmografi
- 1993 – Den gråtande ministern (TV-serie)
- 1994 – 13-årsdagen
- 1996 – Drömprinsen - Filmen om Em
- 1997 – Välkommen till festen
- 1998 – Ensamma hemma